# 阿克西姆
阿克西姆（英語：Axim）是西非國家加納的城鎮，位於該國南部塞康第─塔科拉迪以西約64公里，由西部地區負責管轄，每年平均降雨量超過2,000毫米，經濟活動有漁業、旅遊業和種植椰子和橡膠，人口約12,000。

## 外部連結
- Ghana-pedia Webpage - Axim
- Axim´s Tourist information - Ghana Tourist Board Western Region （页面存档备份，存于）

4°52′N 2°14′W / 4.867°N 2.233°W